# Dienstbarkeit (Österreich)
Dienstbarkeiten oder Servituten sind laut österreichischem Sachenrecht beschränkte dingliche (absolute) Nutzungsrechte an fremden Sachen, deren Eigentümer verpflichtet ist, etwas zu dulden oder zu unterlassen. Im Unterschied zur Reallast besteht die Verpflichtung des Eigentümers nicht in einem Tun. Es gilt: „Servitus in faciendo consistere nequit“. Dienstbarkeiten sind beispielsweise das Recht einen Weg zu benutzen oder das Fruchtgenussrecht.
Die Dienstbarkeit ist im Allgemeine Bürgerliche Gesetzbuch (ABGB) folgend definiert:
„§ 472. Durch das Recht der Dienstbarkeit wird ein Eigenthümer verbunden, zum Vortheile eines Andern in Rücksicht seiner Sache etwas zu dulden oder zu unterlassen. Es ist ein dingliches, gegen jeden Besitzer der dienstbaren Sache wirksames Recht.“
Die Servituten können in Grunddienstbarkeiten und persönliche Dienstbarkeiten eingeteilt werden: Grunddienstbarkieten steht das Recht dem Eigentümer des „herrschenden“ Grundstücks zu. Die Dienstbarkeit soll die Nutzung des herrschenden Grundstücks erleichtern. Das belastete Grundstück heißt „dienendes Grundstück“. Das Subjekt einer persönlichen Dienstbarkeit ist eine bestimmte Person, deren Recht durch den Tod endet (außer wenn die Ausdehnung auf die Erben nach §529 ausdrücklich bedungen wurde).

## Begründung
Es sind Titel und Modus erforderlich. Als Titel kommen vor allem Rechtsgeschäfte in Frage, aber auch gesetzliche Tatbestände (z. B. bei der Ersitzung). Modus ist die Art der Übertragung, z. B. die Eintragung eines Vertrages bzw. dessen Auswirkungen ins Grundbuch.
Der Erwerb eine Dienstbarkeit erfolgt oft durch Ersitzung. Grunddienstbarkeiten gelten nach § 481 ABGB nur dann, wenn diese ins Grundbuch eingetragen werden. Wenn allerdings eine Dienstbarkeit „offenkundig“ (in der Natur leicht erkennbar, z. B. eine Berghütte oder eine Zufahrtsstraße) ist, muss sie der Erwerber eines Grundstücks gegen sich gelten lassen, auch wenn sie nicht im Grundbuch eingetragen ist und kann sich nicht entsprechend § 1500 ABGB auf den Stand des Grundbuchs verlassen (Intabulationsprinzip).
Dienstbarkeiten müssen so ausgeübt werden, dass die Belastung daraus möglichst gering ist. Sie dürfen nicht eigenmächtig erweitert werden – so umfasst die Dienstbarkeit des Gehens über einen Weg nicht auch jene des Fahrens.

## Schutz
Bei Störungen einer Dienstbarkeit kann eine Servitutsklage (actio negatoria – § 532 ABGB) eingebracht werden. Dienstbarkeiten sind dingliche Rechte und können gegen jedermann geltend gemacht werden.

## Erlöschen
- durch Untergang der dienenden Sache
- durch Verzicht
- durch gutgläubigen Eigentumserwerb
- durch Enteignung
- unter Umständen durch Zeitablauf.

Ein Spezialfall besteht dann, wenn das Recht aus der Dienstbarkeit und die Duldungspflichten in einer Person zusammenfallen: Wenn beispielsweise ein Nachbar ein Grundstück erbt, auf dem zugunsten seines eigenen Grundstücks eine Dienstbarkeit eingetragen ist. Dann erlischt die Dienstbarkeit. Sie lebt aber wieder auf, wenn das belastete Grundstück veräußert wird und die Dienstbarkeit (noch) im Grundbuch eingetragen ist.

## Verjährung
Dienstbarkeiten verjähren durch Nichtgebrauch (nach 30 bzw. 40 Jahren) oder durch Nichtgeltendmachung bei Widersetzung (nach 3 Jahren).

## Arten
Das Servitutsrecht kommt häufig in der Land- und Forstwirtschaft vor. Es enthält das Recht, über das Grundstück eines anderen Eigentümers zu gehen, fahren, Brunnen anzulegen und zu unterhalten, Leitungen zu verlegen, Vieh zu treiben, Holz zu transportieren usw. Aber auch in anderen Lebensbereichen sind Dienstbarkeiten nicht selten: so z. B. das Recht, ein Nachbargrundstück als Wald zu erhalten, auf einem Grundstück eine Hütte zu errichten, einen Steinbruch zu betreiben, ein bestimmtes Gewerbe nicht auszuüben usw. Es gibt für Dienstbarkeiten nahezu keine Grenzen, auch Wohnrechte, Alterssicherung (Ausgedinge), Eheverträge usw. können als Dienstbarkeit ein Grundstück belasten.
Ein Spezialfall ist die „Einforstung“ oder „Inforestierung“:
Im Rahmen der Neuordnung des bäuerlichen Grundbesitzes Mitte des 19. Jahrhunderts wurden vor allem im Salzkammergut große Waldflächen verstaatlicht. Die Salinen der Monarchie benötigten große Mengen Holz, sodass man zu derart drastischen Maßnahmen griff und ganze Wälder in der Umgebung entprivatisierte. 
Auf Rücksicht der heimischen Bevölkerung wurden diese „eingeforstet“, das heißt, jedes Bauernhaus, jedes Bürgerhaus und jeder Gewerbebetrieb bekam eine gewisse Menge an Nutzholz, Brennholz, Zaunholz usw. Der Umfang variierte je nach Verhandlungsgeschick der Menschen, insgesamt kam es zu vier Regulierungsverhandlungen. Im ersten Regulierungsvergleich wurde die Bevölkerung mit verhältnismäßig wenig Holzbezugsrecht abgespeist, während verhandlungsgeschickte und hartnäckige Bauern, die erst im vierten Regulierungsvergleich zustimmten, sogar Eigentumswald zugesprochen bekamen.
Das Servitutsrecht ist detailliert in Form einer verbrieften Urkunde festgehalten und ist beispielsweise einer Enteignung durch den Staat erhaben. Diese Einforstungsrechte sind sehr begehrt und können an Privatpersonen und Firmen verkauft werden. Zudem kann man sie an die Österreichischen Bundesforste (als Betreuerin der im Staatsbesitz befindlichen Flächen) gegen den Geldwert ablösen. Es gibt mehrere regionale Einforstungsgenossenschaften, die wiederum in einer Hauptgenossenschaft organisiert sind. Diese Genossenschaften vertreten die Einforstungsberechtigten in ihren Interessen gegenüber den Bundesforsten (als Vertreter der öffentlichen Hand). Auch heute noch gibt es tausende aktive Servitutsrechte für die Wälder der Österreichischen Bundesforste.

## Sonstiges
Der OGH beschäftigte sich in einem Urteil von 2005 mit dem Genus des Wortes Servitut und stellte fest:

„Die irrige Auffassung, „Servitut“ sei grammatikalisch sächlichen Geschlechts, kann wohl nur auf schwindende Lateinkenntnisse einerseits und die leider auch bei Verfassern von Wörterbüchern bestehende Unkenntnis der österreichischen Rechtssprache, andererseits zurückgeführt werden. […] Angesichts dieses Befundes sieht der erkennende Senat keine Veranlassung, sich der unrichtigen Auffassung juristischer Laien anzuschließen und von der auf der seit der Antike ungebrochenen Rechtstradition beruhenden weiblichen Form „die Servitut“ abzuweichen, die noch dazu im grammatikalischen Geschlecht mit dem entsprechenden deutschen Rechtsbegriff „Dienstbarkeit“ übereinstimmt.“